# Copa Libertadores da América de 1994
A Taça Libertadores da América de 1994 foi a 35.ª edição do torneio, vencida pela equipe do Vélez Sarsfield, da Argentina contra o São Paulo Futebol Clube na disputa por pênaltis, por 5 a 3, após uma vitória por 1 a 0 dos argentinos em Buenos Aires e uma dos brasileiros em São Paulo pelo mesmo placar. O goleiro do Vélez, José Luis Chilavert converteu um dos pênaltis e defendeu um outro.
Na primeira fase do certame, o Vélez caiu no grupo dos brasileiros Palmeiras e Cruzeiro e de seu conterrâneo Boca Juniors. Foi o primeiro da chave, com oito pontos - três vitórias, dois empates e uma derrota (a vitória ainda contava apenas dois pontos).

## Equipes classificadas

### Argentina
| Clube           | Classificação                    |
| --------------- | -------------------------------- |
| Vélez Sarsfield | Campeão do Torneio Clausura 1993 |
| Boca Juniors    | Campeão do Torneio Apertura 1992 |

### Bolívia
| País          | Classificação                             |
| ------------- | ----------------------------------------- |
| Bolívar       | Vice-campeão do Campeonato Boliviano 1993 |
| The Strongest | Campeão do Campeonato Boliviano 1993      |

### Brasil
| País      | Classificação                                   |
| --------- | ----------------------------------------------- |
| São Paulo | Campeão da Taça Libertadores da América de 1993 |
| Palmeiras | Campeão do Campeonato Brasileiro de 1993        |
| Cruzeiro  | Campeão da Copa do Brasil de 1993               |

### Chile
| País           | Classificação                      |
| -------------- | ---------------------------------- |
| Unión Española | Campeão da Copa do Chile 1993      |
| Colo-Colo      | Campeão do Campeonato Chileno 1993 |

### Colômbia
| País                   | Classificação                              |
| ---------------------- | ------------------------------------------ |
| Junior de Barranquilha | Campeão do Campeonato Colombiano 1993      |
| Independiente Medellín | Vice-campeão do Campeonato Colombiano 1993 |

### Equador
| País                   | Classificação                               |
| ---------------------- | ------------------------------------------- |
| Barcelona de Guayaquil | Vice-campeão do Campeonato Equatoriano 1993 |
| Emelec                 | Campeão do Campeonato Equatoriano 1993      |

### Paraguai
| País          | Classificação                             |
| ------------- | ----------------------------------------- |
| Olímpia       | Campeão do Campeonato Paraguaio 1993      |
| Cerro Porteño | Vice-campeão do Campeonato Paraguaio 1993 |

### Peru
| País          | Classificação                           |
| ------------- | --------------------------------------- |
| Alianza Lima  | Vice-campeão do Campeonato Peruano 1993 |
| Universitario | Campeão do Campeonato Peruano 1993      |

### Uruguai
| País              | Classificação                                      |
| ----------------- | -------------------------------------------------- |
| Nacional          | Campeão da Mini-Liga Pré-Libertadores de 1993      |
| Defensor Sporting | Vice-campeão da Mini-Liga Pré-Libertadores de 1993 |

### Venezuela
| País     | Classificação                               |
| -------- | ------------------------------------------- |
| Minervén | Campeão do Campeonato Venezuelano 1993      |
| Marítimo | Vice-campeão do Campeonato Venezuelano 1993 |

## Fase de grupos
|  | Equipes classificadas para a fase final |
|  | Equipes eliminadas                      |

### Grupo 1
| Equipe                 | Pts | J | V | E | D | GP | GC | SG |
| ---------------------- | --- | - | - | - | - | -- | -- | -- |
| Independiente Medellín | 8   | 6 | 3 | 2 | 1 | 6  | 1  | +5 |
| Olimpia                | 8   | 6 | 3 | 2 | 1 | 5  | 3  | +2 |
| Junior de Barranquilla | 5   | 6 | 2 | 1 | 3 | 4  | 5  | -1 |
| Cerro Porteño          | 3   | 6 | 1 | 1 | 4 | 4  | 10 | -6 |

|                        | CPO | IND | JUN | OLI |
| ---------------------- | --- | --- | --- | --- |
| Cerro Porteño          | –   | 0-0 | 1-0 | 1-3 |
| Independiente Medellín | 3-0 | –   | 0–1 | 0–0 |
| Junior de Barranquilla | 3–2 | 0–1 | –   | 0–0 |
| Olimpia                | 1–0 | 0-2 | 1-0 | –   |

### Grupo 2
| Equipe          | Pts | J | V | E | D | GP | GC | SG |
| --------------- | --- | - | - | - | - | -- | -- | -- |
| Vélez Sarsfield | 8   | 6 | 3 | 2 | 1 | 8  | 7  | +1 |
| Cruzeiro        | 7   | 6 | 3 | 1 | 2 | 7  | 8  | -1 |
| Palmeiras       | 6   | 6 | 3 | 0 | 3 | 14 | 7  | +7 |
| Boca Juniors    | 3   | 6 | 1 | 1 | 4 | 7  | 14 | -7 |

|                 | BOC | CRU | PAL | VEL |
| --------------- | --- | --- | --- | --- |
| Boca Juniors    | –   | 1-2 | 2–1 | 1-2 |
| Cruzeiro        | 2-1 | –   | 2–1 | 1–1 |
| Palmeiras       | 6–1 | 2–0 | –   | 4-1 |
| Vélez Sarsfield | 1-1 | 2–0 | 1-0 | –   |

### Grupo 3
| Equipe                 | Pts | J | V | E | D | GP | GC | SG |
| ---------------------- | --- | - | - | - | - | -- | -- | -- |
| Emelec                 | 7   | 6 | 3 | 1 | 2 | 9  | 5  | +4 |
| Barcelona de Guayaquil | 6   | 6 | 2 | 2 | 2 | 5  | 3  | +2 |
| Universitario          | 6   | 6 | 2 | 2 | 2 | 4  | 5  | -1 |
| Alianza Lima           | 5   | 6 | 2 | 1 | 3 | 6  | 11 | -5 |

|                        | ALI | BSC | EME | UNI |
| ---------------------- | --- | --- | --- | --- |
| Alianza Lima           | –   | 2-1 | 2-2 | 1-2 |
| Barcelona de Guayaquil | 3-0 | –   | 0–1 | 0–0 |
| Emelec                 | 3–0 | 0–1 | –   | 2–0 |
| Universitario          | 0-1 | 0-0 | 2–1 | –   |

### Grupo 4
| Equipe            | Pts | J | V | E | D | GP | GC | SG |
| ----------------- | --- | - | - | - | - | -- | -- | -- |
| Colo-Colo         | 9   | 6 | 4 | 1 | 1 | 11 | 6  | +5 |
| Unión Española    | 7   | 6 | 3 | 1 | 2 | 6  | 6  | 0  |
| Defensor Sporting | 5   | 6 | 1 | 3 | 2 | 3  | 5  | -2 |
| Nacional          | 3   | 6 | 1 | 1 | 4 | 5  | 8  | -3 |

|                   | COL | DEF | NAC | UES |
| ----------------- | --- | --- | --- | --- |
| Colo-Colo         | –   | 2-0 | 4-2 | 3-1 |
| Defensor Sporting | 0-0 | –   | 1-0 | 1-1 |
| Nacional          | 2–0 | 1–1 | –   | 0-1 |
| Unión Española    | 1-2 | 1-0 | 1-0 | –   |

### Grupo 5
| Equipe        | Pts | J | V | E | D | GP | GC | SG |
| ------------- | --- | - | - | - | - | -- | -- | -- |
| Bolívar       | 9   | 6 | 3 | 3 | 0 | 9  | 2  | +7 |
| The Strongest | 7   | 6 | 2 | 3 | 1 | 13 | 7  | +6 |
| Minervén      | 5   | 6 | 2 | 1 | 3 | 10 | 17 | -7 |
| Marítimo      | 3   | 6 | 1 | 1 | 4 | 7  | 13 | -6 |

|               | BOL | MAR | MIN | STR |
| ------------- | --- | --- | --- | --- |
| Bolívar       | –   | 2-0 | 4-0 | 0-0 |
| Marítimo      | 0-2 | –   | 4–1 | 1-1 |
| Minervén      | 1-1 | 2–1 | –   | 5–0 |
| The Strongest | 0-0 | 5-0 | 7–1 | –   |

## Fase final

### Esquema
|  | Oitavas de final            | Oitavas de final            | Oitavas de final            | Oitavas de final            |       |                        | Quartas de final          | Quartas de final          | Quartas de final          | Quartas de final          |  |                     | Semifinais        | Semifinais        | Semifinais        | Semifinais        |                     |   | Final             | Final             | Final             | Final             |
|  | 14/28 de abril, 24 de julho | 14/28 de abril, 24 de julho | 14/28 de abril, 24 de julho | 14/28 de abril, 24 de julho |       |                        | 27 de julho e 3 de agosto | 27 de julho e 3 de agosto | 27 de julho e 3 de agosto | 27 de julho e 3 de agosto |  |                     | 10 e 18 de agosto | 10 e 18 de agosto | 10 e 18 de agosto | 10 e 18 de agosto |                     |   | 24 e 31 de agosto | 24 e 31 de agosto | 24 e 31 de agosto | 24 e 31 de agosto |
|  |                             |                             |                             |                             |       |                        |                           |                           |                           |                           |  |                     |                   |                   |                   |                   |                     |   |                   |                   |                   |                   |
|  | Independiente Medellín      | 1                           | 2                           | 3                           |       |                        |                           |                           |                           |                           |  |                     |                   |                   |                   |                   |                     |   |                   |                   |                   |                   |
|  | Universitario               | 2                           | 0                           | 2                           |       |                        |                           |                           |                           |                           |  |                     |                   |                   |                   |                   |                     |   |                   |                   |                   |                   |
|  | Universitario               | 2                           | 0                           | 2                           |       | Independiente Medellín | 0                         | 0                         | 0                         |                           |  |                     |                   |                   |                   |                   |                     |   |                   |                   |                   |                   |
|  |                             |                             |                             |                             |       | Independiente Medellín | 0                         | 0                         | 0                         |                           |  |                     |                   |                   |                   |                   |                     |   |                   |                   |                   |                   |
|  |                             | Junior Barranquilla         | 2                           | 0                           | 2     |                        |                           |                           |                           |                           |  |                     |                   |                   |                   |                   |                     |   |                   |                   |                   |                   |
|  | Colo-Colo                   | Junior Barranquilla         | 2                           | 0                           | 2     | 1                      | 2                         | 3 (3)                     |                           |                           |  |                     |                   |                   |                   |                   |                     |   |                   |                   |                   |                   |
|  | Colo-Colo                   |                             |                             |                             |       | 1                      | 2                         | 3 (3)                     |                           |                           |  |                     |                   |                   |                   |                   |                     |   |                   |                   |                   |                   |
|  | Junior Barranquilla         | 1                           | 2                           | 3 (4)                       |       |                        |                           |                           |                           |                           |  |                     |                   |                   |                   |                   |                     |   |                   |                   |                   |                   |
|  | Junior Barranquilla         | 1                           | 2                           | 3 (4)                       |       |                        |                           |                           |                           |                           |  | Junior Barranquilla | 2                 | 1                 | 3 (4)             |                   |                     |   |                   |                   |                   |                   |
|  |                             |                             |                             |                             |       |                        |                           |                           |                           |                           |  | Junior Barranquilla | 2                 | 1                 | 3 (4)             |                   |                     |   |                   |                   |                   |                   |
|  |                             | Vélez Sarsfield (p)         | 1                           | 2                           | 3 (5) |                        |                           |                           |                           |                           |  |                     |                   |                   |                   |                   |                     |   |                   |                   |                   |                   |
|  | Emelec                      | Vélez Sarsfield (p)         | 1                           | 2                           | 3 (5) | 0                      | 3                         | 3 (2)                     |                           |                           |  |                     |                   |                   |                   |                   |                     |   |                   |                   |                   |                   |
|  | Emelec                      |                             |                             |                             |       | 0                      | 3                         | 3 (2)                     |                           |                           |  |                     |                   |                   |                   |                   |                     |   |                   |                   |                   |                   |
|  | Minervén (p)                | 2                           | 1                           | 3 (4)                       |       |                        |                           |                           |                           |                           |  |                     |                   |                   |                   |                   |                     |   |                   |                   |                   |                   |
|  | Minervén (p)                | 2                           | 1                           | 3 (4)                       |       | Minervén               | 0                         | 0                         | 0                         |                           |  |                     |                   |                   |                   |                   |                     |   |                   |                   |                   |                   |
|  |                             |                             |                             |                             |       | Minervén               | 0                         | 0                         | 0                         |                           |  |                     |                   |                   |                   |                   |                     |   |                   |                   |                   |                   |
|  |                             | Vélez Sarsfield             | 0                           | 2                           | 2     |                        |                           |                           |                           |                           |  |                     |                   |                   |                   |                   |                     |   |                   |                   |                   |                   |
|  | Vélez Sarsfield (p)         | Vélez Sarsfield             | 0                           | 2                           | 2     | 1                      | 0                         | 1 (4)                     |                           |                           |  |                     |                   |                   |                   |                   |                     |   |                   |                   |                   |                   |
|  | Vélez Sarsfield (p)         |                             |                             |                             |       | 1                      | 0                         | 1 (4)                     |                           |                           |  |                     |                   |                   |                   |                   |                     |   |                   |                   |                   |                   |
|  | Defensor Sporting           | 1                           | 0                           | 1 (2)                       |       |                        |                           |                           |                           |                           |  |                     |                   |                   |                   |                   |                     |   |                   |                   |                   |                   |
|  | Defensor Sporting           | 1                           | 0                           | 1 (2)                       |       |                        |                           |                           |                           |                           |  |                     |                   |                   |                   |                   | Vélez Sarsfield (p) | 1 | 0                 | 1 (5)             |                   |                   |
|  |                             |                             |                             |                             |       |                        |                           |                           |                           |                           |  |                     |                   |                   |                   |                   |                     | 1 | 0                 | 1 (5)             |                   |                   |
|  |                             | São Paulo                   | 0                           | 1                           | 1 (3) |                        |                           |                           |                           |                           |  |                     |                   |                   |                   |                   |                     |   |                   |                   |                   |                   |
|  | Olimpia                     | São Paulo                   | 0                           | 1                           | 1 (3) | 1                      | 2                         | 3                         |                           |                           |  |                     |                   |                   |                   |                   |                     |   |                   |                   |                   |                   |
|  | Olimpia                     |                             |                             |                             |       | 1                      | 2                         | 3                         |                           |                           |  |                     |                   |                   |                   |                   |                     |   |                   |                   |                   |                   |
|  | Barcelona de Guayaquil      | 0                           | 1                           | 1                           |       |                        |                           |                           |                           |                           |  |                     |                   |                   |                   |                   |                     |   |                   |                   |                   |                   |
|  | Barcelona de Guayaquil      | 0                           | 1                           | 1                           |       | Olimpia                | 1                         | 2                         | 3                         |                           |  |                     |                   |                   |                   |                   |                     |   |                   |                   |                   |                   |
|  |                             |                             |                             |                             |       | Olimpia                | 1                         | 2                         | 3                         |                           |  |                     |                   |                   |                   |                   |                     |   |                   |                   |                   |                   |
|  |                             | Bolívar                     | 0                           | 0                           | 0     |                        |                           |                           |                           |                           |  |                     |                   |                   |                   |                   |                     |   |                   |                   |                   |                   |
|  | Bolívar                     | Bolívar                     | 0                           | 0                           | 0     | 2                      | 4                         | 6                         |                           |                           |  |                     |                   |                   |                   |                   |                     |   |                   |                   |                   |                   |
|  | Bolívar                     |                             |                             |                             |       | 2                      | 4                         | 6                         |                           |                           |  |                     |                   |                   |                   |                   |                     |   |                   |                   |                   |                   |
|  | The Strongest               | 1                           | 0                           | 1                           |       |                        |                           |                           |                           |                           |  |                     |                   |                   |                   |                   |                     |   |                   |                   |                   |                   |
|  | The Strongest               | 1                           | 0                           | 1                           |       |                        |                           |                           |                           |                           |  | Olimpia             | 1                 | 1                 | 2 (4)             |                   |                     |   |                   |                   |                   |                   |
|  |                             |                             |                             |                             |       |                        |                           |                           |                           |                           |  | Olimpia             | 1                 | 1                 | 2 (4)             |                   |                     |   |                   |                   |                   |                   |
|  |                             | São Paulo (p)               | 2                           | 0                           | 2 (5) |                        |                           |                           |                           |                           |  |                     |                   |                   |                   |                   |                     |   |                   |                   |                   |                   |
|  | São Paulo                   | São Paulo (p)               | 2                           | 0                           | 2 (5) | 0                      | 2                         | 2                         |                           |                           |  |                     |                   |                   |                   |                   |                     |   |                   |                   |                   |                   |
|  | São Paulo                   |                             |                             |                             |       | 0                      | 2                         | 2                         |                           |                           |  |                     |                   |                   |                   |                   |                     |   |                   |                   |                   |                   |
|  | Palmeiras                   | 0                           | 1                           | 1                           |       |                        |                           |                           |                           |                           |  |                     |                   |                   |                   |                   |                     |   |                   |                   |                   |                   |
|  | Palmeiras                   | 0                           | 1                           | 1                           |       | São Paulo              | 1                         | 4                         | 5                         |                           |  |                     |                   |                   |                   |                   |                     |   |                   |                   |                   |                   |
|  |                             |                             |                             |                             |       | São Paulo              | 1                         | 4                         | 5                         |                           |  |                     |                   |                   |                   |                   |                     |   |                   |                   |                   |                   |
|  |                             | Unión Española              | 1                           | 3                           | 4     |                        |                           |                           |                           |                           |  |                     |                   |                   |                   |                   |                     |   |                   |                   |                   |                   |
|  | Cruzeiro                    | Unión Española              | 1                           | 3                           | 4     | 0                      | 0                         | 0                         |                           |                           |  |                     |                   |                   |                   |                   |                     |   |                   |                   |                   |                   |
|  | Cruzeiro                    |                             |                             |                             |       | 0                      | 0                         | 0                         |                           |                           |  |                     |                   |                   |                   |                   |                     |   |                   |                   |                   |                   |
|  | Unión Española              | 1                           | 0                           | 1                           |       |                        |                           |                           |                           |                           |  |                     |                   |                   |                   |                   |                     |   |                   |                   |                   |                   |

### Oitavas de final
| Equipe 1               | Total       | Equipe 2               | 1.º jogo | 2.º jogo |
| ---------------------- | ----------- | ---------------------- | -------- | -------- |
| The Strongest          | 1-6         | Bolívar                | 1-2      | 0-4      |
| Junior de Barranquilla | 3-3 (4–3 p) | Colo-Colo              | 1-1      | 2-2      |
| Barcelona de Guayaquil | 1-3         | Olímpia                | 0-1      | 1-2      |
| Defensor Sporting      | 1-1 (2–4 p) | Vélez Sarsfield        | 1-1      | 0-0      |
| Minervén               | 3-3 (4–2 p) | Emelec                 | 2-0      | 1-3      |
| Unión Española         | 1-0         | Cruzeiro               | 1-0      | 0-0      |
| Palmeiras              | 1-2         | São Paulo              | 0-0      | 1-2      |
| Universitario          | 2-3         | Independiente Medellín | 2-1      | 0-2      |

### Quartas de final
| Equipe 1               | Total | Equipe 2               | 1.º jogo | 2.º jogo |
| ---------------------- | ----- | ---------------------- | -------- | -------- |
| Minervén               | 0–2   | Vélez Sarsfield        | 0–0      | 0–2      |
| Unión Española         | 4–5   | São Paulo              | 1–1      | 3–4      |
| Bolívar                | 0–3   | Olímpia                | 0–1      | 0–2      |
| Independiente Medellín | 0-2   | Junior de Barranquilla | 0-2      | 0-0      |

### Semifinais
| Equipe 1               | Total       | Equipe 2        | 1.º jogo | 2.º jogo |
| ---------------------- | ----------- | --------------- | -------- | -------- |
| Junior de Barranquilla | 3–3 (4–5 p) | Vélez Sarsfield | 2–1      | 1–2      |
| São Paulo              | 2–2 (4–3 p) | Olímpia         | 2–1      | 0–1      |

### Final
Jogo de ida
| 24 de agosto de 1994 | Vélez Sarsfield | 1–0       | São Paulo | José Amalfitani, Buenos Aires, Argentina     |
|                      | Asad 35'        | Relatório |           | Público: 51 000 Árbitro: José Joaquín Torres |

| Vélez Sarsfield | São Paulo |